# Никитино (Рабоче-Крестьянский сельсовет)
Никитино — деревня в Вологодском районе Вологодской области.
Входит в состав Спасского сельского поселения (с 1 января 2006 года по 8 апреля 2009 года входила в Рабоче-Крестьянское сельское поселение, до 3 ноября 2010 года — в Майское сельское поселение), с точки зрения административно-территориального деления — в Рабоче-Крестьянский сельсовет.
Расстояние до районного центра Вологды по автодороге — 63,6 км, до центра муниципального образования Непотягово по прямой — 31 км. Ближайшие населённые пункты — Круглица, Ильинское, Круголка.

## Население
| 2010 |
| ---- |
| 3    |

По переписи 2002 года население — 5 человек.